# Ascovirgaria occulta
Ascovirgaria occulta är en svampart som beskrevs av J.D. Rogers & Y.M. Ju 2002. Ascovirgaria occulta ingår i släktet Ascovirgaria och familjen kolkärnsvampar.   Inga underarter finns listade i Catalogue of Life.